# Loweia infraflava
Loweia infraflava är en fjärilsart som beskrevs av Ruggero Verity 1946. Loweia infraflava ingår i släktet Loweia och familjen juvelvingar. Inga underarter finns listade i Catalogue of Life.